# 釈迦堂 (魚津市)
釈迦堂（しゃかどう）は富山県魚津市の、旧新川郡（下新川郡）道下村時代から存在する地区であり、町名のひとつ。現在も道下地区の一部である。郵便番号は937-0067。

## 概要

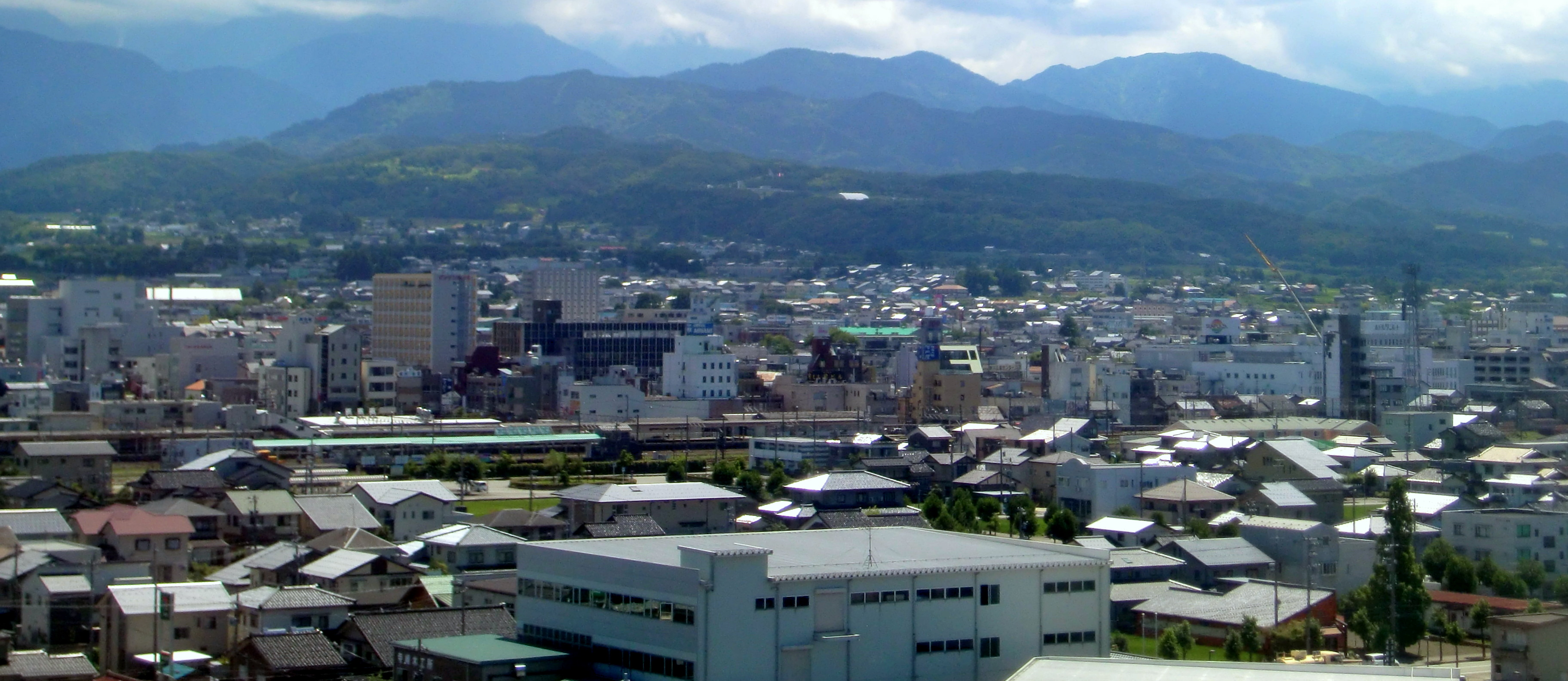
魚津駅東口（釈迦堂）周辺には、ホテルや商業施設が立ち並ぶ

魚津駅の西口は本新町であるのに対して、東口は釈迦堂一丁目である。地理的には市の中央に存在する。市役所やホテル、飲食店などが多く、魚津市の玄関口としての役割を果たしている。
一丁目とは別に、飛び地としての釈迦堂も存在し、そちらには魚津埋没林博物館が設置されている。

## 歴史
- 天正年間 - 但馬守守忠が居住したのが村の始まりと伝えられている[4]。
- 藩政期 - 新川郡加積郷所属、加賀藩領[4]。
- 1661年 - この頃までに下村木村から分村して成立[5]。天和年間より釈迦堂新村と称される様になる[4]。
- 1872年 - この頃の戸数は24軒[4]。
- 1884年 - この頃の戸数は24軒、人口140人[4]。
- 1889年4月1日 - 町村制施行により、本新村、釈迦堂新村、北鬼江村、北中村、青島村、仏田又新村の全域と仏田村、岡経田村、下村木村の一部を合併して道下村成立[6]。
- 1908年11月16日 - 官設鉄道北陸線（現・あいの風とやま鉄道）の富山駅 - 魚津駅間延伸により、当地に魚津駅開業（一般駅）。旧仮名遣いは「うをづ」[7]。以降当地は、駅前地区として発展していく。
- 大正末期 - 釈迦堂地区最古の店（旅館業および食堂）である美浪食堂が開業[8]。
- 1930年 - この頃までに地名が「釈迦堂」に変更される[6]。
- 1936年8月21日 - 魚津駅に富山電気鉄道（現・富山地方鉄道）の駅が開業[9]。
- 1952年4月1日 - 魚津市に編入。釈迦堂を含めて村内の大字は魚津市の大字に継承。その後、大字の表記は使用されなくなる[4]。
- 1962年 - 魚津駅前の区画整理に着手。これにより1970年3月までに現在の街路となる[10]。
- 1967年10月11日 - 市役所が当地に移転[11]。
- 1975年6月1日 - 釈迦堂のうち駅前地区が釈迦堂一丁目に変更[12]。
- 1996年3月6日 - 釈迦堂のうち駅西地区が本新町、北鬼江二丁目にそれぞれ編入[13]。

## 世帯数と人口
2018年（平成30年）3月31日現在の世帯数と人口は以下の通りである。
| 丁目         | 世帯数 | 人口  |
| ------------ | ------ | ----- |
| 釈迦堂一丁目 | 93世帯 | 217人 |

なお、1979年（昭和54年）時点では、釈迦堂一丁目が世帯数は80世帯、人口は287人、大字釈迦堂が世帯数は44世帯、人口は140人であった。

## 小・中学校の学区
市立小・中学校に通う場合、学区は以下の通りとなる。
| 丁目         | 番・番地等 | 小学校             | 中学校             |
| ------------ | ---------- | ------------------ | ------------------ |
| 釈迦堂一丁目 | 全域       | 魚津市立道下小学校 | 魚津市立東部中学校 |